# Rosário do Catete

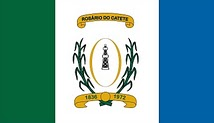
drapeau de Rosário do Catete

Rosário do Catete est une municipalité brésilienne située dans l'État du Sergipe.